# Pals

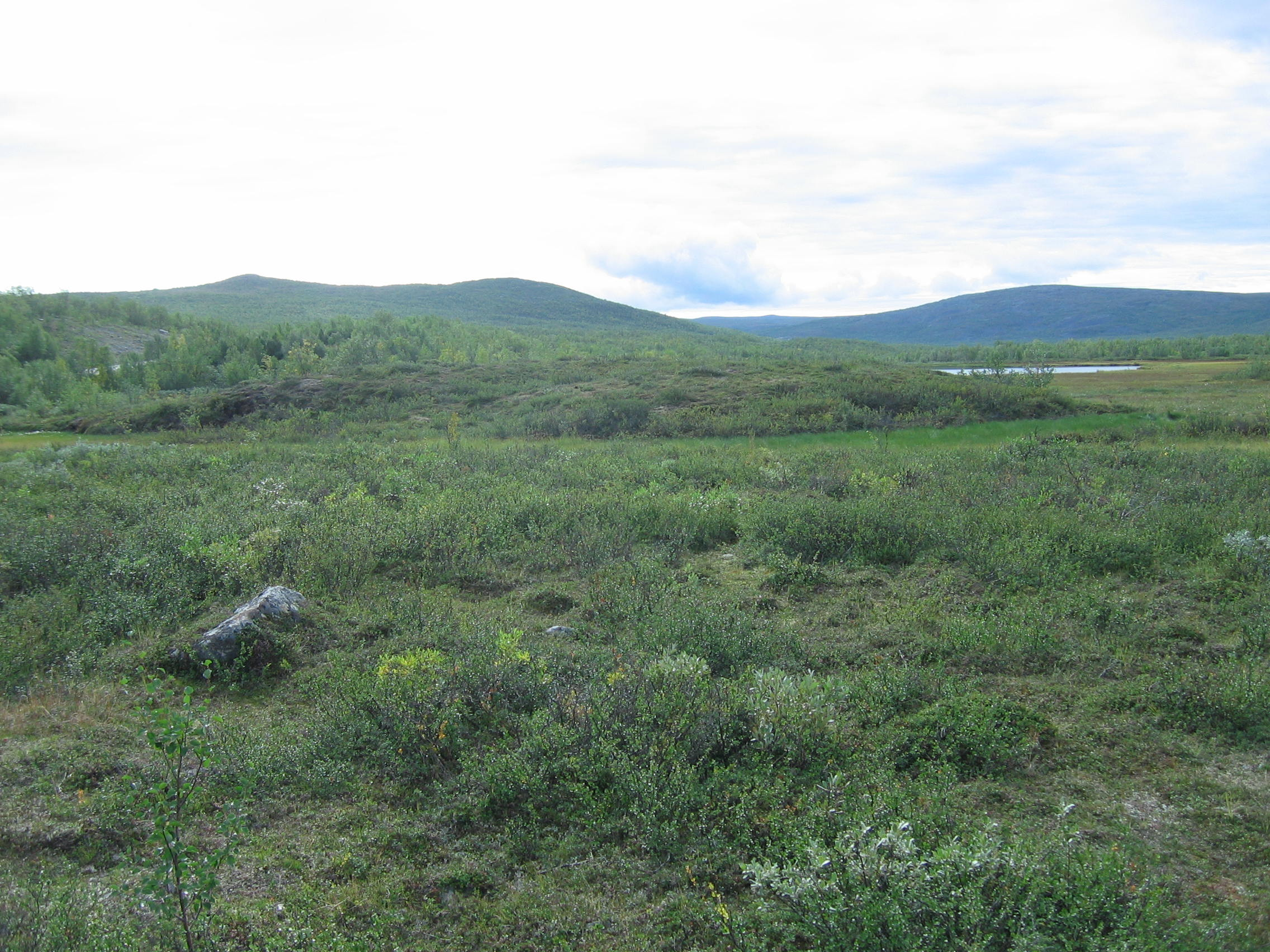
Pals i Enontekis, Finland

Pals, ordet kommer från samiskan och betyder upphöjning i en myr.
Palsmyrar förekommer i områden med icke sammanhängande permafrost, vilket innebär att det i EU endast är inom Sverige och Finland som de finns. Utanför EU finns några i Norge samt rikligt i de delar av Norra Ryssland som har rätta klimat- och markförutsättningar. I Sverige är det i östra delen av fjällkedjan räknat från nordligaste Västerbottens län. De flesta finns öster och nordöst om Torneträsk.
En av de palsmyrar i Sverige som undersökts under längst tid är den i Mannavuoma på ömse sidor om den långsträckta Mannajärvi, 6-8 km västnordväst om Karesuando. Den har följts under mer än ett halvsekel och inkluderar fotodokumentation från mitten av 1960-talet.
Även om något omdiskuterat tycks palsar bildas när kapillärt vatten i torven fryser och hindras att åter tina av torvens isolering. Av isen pressas torven upp över myrytan. Nya frysningar sker vilket bildar skikt av torv och is och palsen höjs allt mer. Ju högre palsen blir desto torrare blir dess yta och täcks till slut av lavar. Dessa kan inte stå emot vinderosionen och palsen börjar därför brytas ner på ytan. Detta blottlägger för mer erosion och till slut kollapsar den med en cykel från några hundra år till flera tusen. På många håll präglas palsarna av nedbrytning som bedöms bero på stigande medeltemperatur och de kan försvinna helt. Palsmyrarnas grundyta utgörs vanligen av ett starrkärr och palsarnas höjd varierar från någon decimeter upp till 6-7 meter. Palsar förekommer i områden med -10 grader Celsius under minst 120 dagar per år. I Sverige främst i Lappland.